# De Luze
Pour les articles homonymes, voir Luze (homonymie).
Cognac De Luze est une maison de cognac fondée en 1822 par Alfred de Luze et aujourd'hui basée à Angeac-Champagne en Charente. La maison De Luze est une entreprise familiale appartenant à la famille Boinaud.

## Histoire
C'est en 1817 que les deux frères de Luze, Alfred et Louis-Philippe, ont embarqué pour le Nouveau Monde et fondent une agence d'importation L.P. De Luze & Co. à New York. Après un succès initial, Alfred revient en France afin de fournir à son frère les meilleurs produits et fonde la société de négoce A. de Luze & Fils en 1822.
Aujourd'hui à nouveau basé en Grande Champagne à Angeac-Champagne, Cognac De Luze est la propriété de la famille Boinaud et reste une marque indépendante et familiale. La famille Boinaud remonte à 24 générations jusqu'à un certain Jean Boisnaud, viticulteur au Bois d'Angeac. En vieux charentais, Boisnaud veut dire « homme du bois ».

## Le cognac
Les assemblages des cognacs Fine Champagne de la marque De Luze contiennent 70 % de Grande Champagne provenant des vignobles du Domaine Boinaud. L'entreprise possède sa propre tonnellerie responsable de la production et de la réparation des fûts, ce qui permet de maîtriser la qualité du vieillissement des eaux-de-vie.

## Produits
Présentation des différentes qualités :
- De Luze VS (entre 2 et 4 ans de vieillissement, assemblage de Fine Cognac)
- De Luze VSOP Fine Champagne (entre 10 et 12 ans, assemblage de Grande Champagne et Petite Champagne)
- De Luze ALFRED Fine Champagne (entre 13 et 15 ans, assemblage de Grande Champagne et Petite Champagne)
- De Luze XO Fine Champagne (plus de 20 ans d'âge, assemblage de Grande Champagne et Petite Champagne)
- De Luze Extra Delight Fine Champagne (plus de 35 ans d'âge, assemblage de Grande et Petite Champagne)
- De Luze Extra Single Barrel Finish (plus de 50 ans d'âge, assemblage de Grande Champagne uniquement)